# Principi di Moldavia
Questo è un elenco dei principi di Moldavia (voivoda), dalla prima menzione, nel 1352, di un'entità politica a oriente dei Carpazi sotto il controllo del Regno di Ungheria, e che sarebbe divenuta pochi anni dopo, nel 1359, un principato indipendente, fino all'unione personale con la Valacchia nei cosiddetti Principati danubiani nel 1862, che avrebbe condotto alla nascita della Romania nel 1878.

## Il ruolo del voivoda
L'istituzione del voivoda era una monarchia elettiva il cui effettivo potere era fortemente condizionato dai boiardi.

La linee dinastiche sono difficili da tracciare in quanto l'accezione di famiglia regnante mal si adatta alla realtà moldava dove i principi erano scelti tra candidati di ogni grado di parentela e linea di discendenza, compresi i figli illegittimi dei sovrani precedenti che venivano indicati come "os de domn" (in italiano, ossa di voivoda) o possessori di una hereghie (eredità). 
La carica di voivoda era frequentemente usurpata e il sistema elettivo fu abbandonato nel periodo dei Fanarioti, quando i membri delle potenti e influenti famiglie greco-ortodosse residenti nel quartiere Fener (in greco Φανάρι) di Costantinopoli venivano fatti voivoda direttamente dal sultano ottomano e governavano il principato senza tenere in alcun conto l'aristocrazia locale; tra il 1821 e il 1878 vennero testati diversi sistemi che combinavano in vario modo elezioni e nomina da parte del sultano.